# Calamus nambariensis
Calamus nambariensis är en enhjärtbladig växtart som beskrevs av Odoardo Beccari. Calamus nambariensis ingår i släktet Calamus och familjen Arecaceae. Inga underarter finns listade i Catalogue of Life.